# Changing Lanes
Changing Lanes är en amerikansk långfilm från 2002 i regi av Roger Michell, med Ben Affleck, Samuel L. Jackson, Kim Staunton och Toni Collette i rollerna.

## Handling
New York-advokaten Gavin Banek (Ben Affleck) åker mot domstolen för att lämna in viktiga dokument. Försäkringsförsäljaren Doyle Gipson (Samuel L. Jackson) är samtidigt på väg mot en domstolsförhandling där han ska försöka få vårdnaden över sina barn. De båda männen krockar med varandra. Banek vill bara lämna en blank check till Gipson för att snabbt kunna ta sig till domstolen, medan Gipson vill göra en polisanmälan och starta ett försäkringsärende. Banek orkar inte med det utan lämnar bara platsen. När Gipson till slut anländer till domstolsförhandlingen är han försenad och han får reda på att ett beslut redan fattats; han förlorade.
Problemet för Banek är att han förlorat de viktiga dokumenten vid olyckan. Han får till dagens slut att få tag på dom. Nu måste Banek leta upp Gipson och få tillbaka sina papper, men han är inte alls lika samarbetsvillig som han tidigare var.

## Rollista
| Ben Affleck          | – Gavin Banek             |
| Samuel L. Jackson    | – Doyle Gipson            |
| Kim Staunton         | – Valerie Gipson          |
| Toni Collette        | – Michelle                |
| Sydney Pollack       | – Stephen Delano          |
| Tina Sloan           | – Mrs. Delano             |
| Richard Jenkins      | – Walter Arnell           |
| Akil Walker          | – Stephen Gipson          |
| Cole Hawkins         | – Danny Gipson            |
| Ileen Getz           | – Ellen                   |
| Jennifer Dundas      | – Mina Dunne              |
| Matt Malloy          | – Ron Cabot               |
| Amanda Peet          | – Cynthia Delano Banek    |
| Myra Lucretia Taylor | – Judge Frances Abarbanel |
| Bruce Altman         | – Terry Kaufman           |